# Erich Gumbel
Erich Gumbel (hebräisch אריך גומבל; geboren 7. August 1908 in Heilbronn; gestorben 13. November 1994 in Jerusalem) war ein deutsch-israelischer Psychoanalytiker.

## Leben
Erich Gumbel entstammte der Heilbronner Bankiersfamilie Gumbel. Er war ein Sohn der Ida Rosenthal und des Rechtsanwalts Siegfried Gumbel, er hatte einen Bruder. Seine Mutter litt an Multipler Sklerose und starb 1936. Erich Gumbel besuchte in Heilbronn das Gymnasium und engagierte sich in der jüdischen Jugendbewegung. Er begann ein rechtswissenschaftliches Studium verbunden mit Rechtsmedizin in Genf, studierte zwei Semester Jura in Berlin und konzentrierte sich dann auf das Medizinstudium in Frankfurt am Main und in Freiburg im Breisgau. Er unterzog sich mit Unterbrechungen einer Psychoanalyse bei Barbara Lantos in Berlin. Nach der Machtübergabe an die Nationalsozialisten 1933 flüchtete er in die Schweiz und schloss die Ausbildung zum Dermatologen mit einer Dissertation zur Psychodermatologie in Basel ab. Er emigrierte 1933 nach Palästina. Auch sein Bruder emigrierte, während sein Vater, nachdem ihm von den Nationalsozialisten die Anwaltstätigkeit untersagt wurde, sich in Stuttgart als Interessenvertreter und Rechtsbeistand der Juden im nationalsozialistischen Deutschland bei deren Emigration zur Verfügung stellte. Er wurde 1942 im Konzentrationslager Dachau ermordet.
Gumbel absolvierte beim Emigranten Max Eitingon eine Lehranalyse und wurde 1939 als Mitglied in die psychoanalytische Gesellschaft „Chewrah Psychoanalytith b' Erez Israel“ (CPEI) aufgenommen. Gumbel heiratete 1938 in Jerusalem die 1912 in Frankfurt geborene Lidia Deutsch. Nach Gründung des Staates Israel war er Lehr- und Kontrollanalytiker der Israel Psychoanalytic Society und fungierte ab 1953 bis 1973 mit Unterbrechungen als Präsident der Gesellschaft. Gumbel arbeitete 1948/49 als Leiter des Esrath Nashim Mental Hospital in Jerusalem und ab 1956 als Dozent für Psychiatrie an der Medical School der Hebrew University, ab 1962 war er Direktor des Israelischen Instituts für Psychoanalyse.

## Familienfoto 1910
Siehe Siegfried Gumbel mit Frau Ida und den Söhnen Erich und Otto, um 1910 bei Commons

## Schriften (Auswahl)
- Die Psychoanalyse in Israel. In: Psyche, 20, 1966, S. 67–73.
- Über mein Leben mit der Psychoanalyse, in: Jahrbuch der Psychoanalyse. Stuttgart: Frommann-Holzboog, 34, 1995, S. 7–63